# Michael Usi
Michael Bizwick Usi né le 16 décembre 1968 au Malawi,  est un acteur et homme politique malawite.
Il est l'actuel Vice-président du Malawi (en) après le décès de Saulos Chilima, après avoir été ministre du Tourisme, de la Culture et de la Faune du 8 juillet 2020 au 30 janvier 2023,.

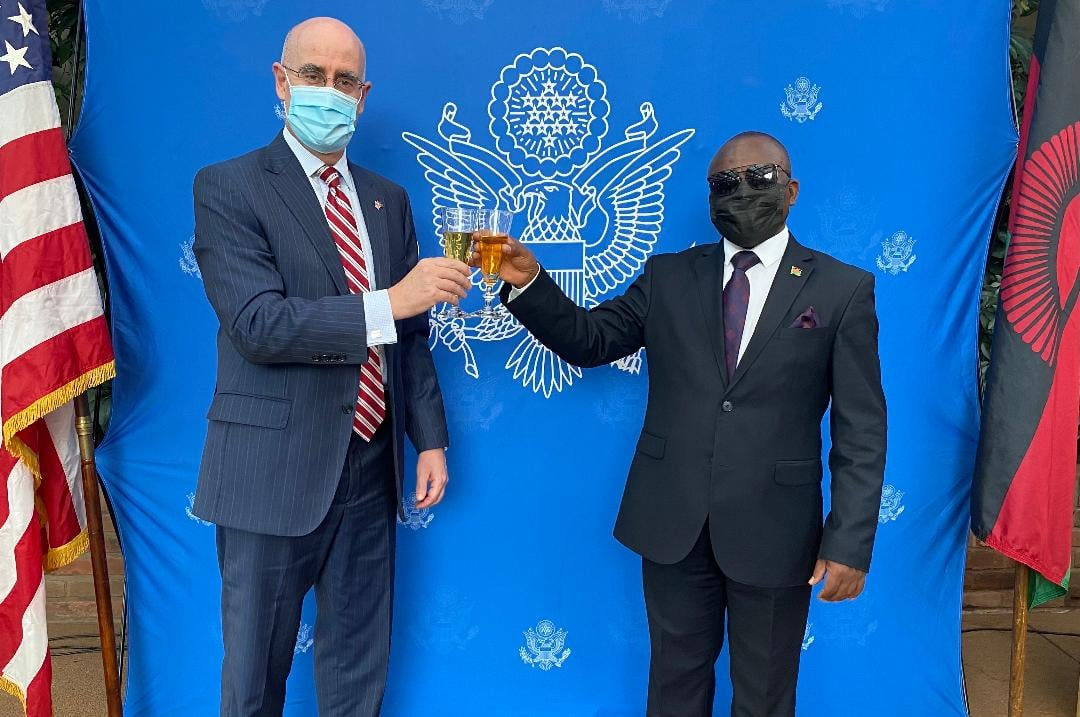
Robert Scott et Michael Usi en 2021

Ancien ministre des Ressources naturelles et du Changement climatique.
Michael Usi est également acteur de cinéma, dramaturge et musicien. En tant qu'acteur, il est surtout connu pour son rôle de « Dr. Manga » dans le film Dr. Manga. Il est également le réalisateur de la série télévisée Tikuferanji (Pourquoi mourons-nous) de la MBC TV (en).

## Biographie
Né le 16 décembre 1968. Il a fréquenté l'école secondaire Mulanje et a travaillé pour l'Agence adventiste de développement et de secours (ADRA).

## Carrière
En l'absence de télévision nationale au Malawi, il a gagné sa popularité en jouant dans des pièces radiophoniques sur MBC Radio 1 au Malawi. Il a ensuite commencé à réaliser des longs métrages. Ses œuvres commentent les questions d’actualité au Malawi et reflètent les réalités sociales et politiques de la vie malawite.
Michael Usi s'implique dans la construction de l'industrie cinématographique au Malawi et plaide constamment en faveur de la croissance de l'industrie au Malawi. En 2010, il a fait une apparition à la table ronde Extravaganza 2010 de la MWA (Malawi Washington Association (en) ) organisée par la MWA à l'ambassade du Malawi à Washington DC (en), où il a discuté de l'histoire de l'industrie cinématographique malawienne et de ses idées sur son expansion.
Son doctorat, qu’il a obtenu à l’Université de Bedfordshire vers 2015, porte sur l’engagement des jeunes dans le développement de leur pays. Ses recherches ont porté sur l’examen des stratégies d’engagement des jeunes dans de nombreux pays.
Le 6 février 2019, le leader du Mouvement uni de transformation (UTM), Saulos Klaus Chilima, a dévoilé Michael Usi comme son colistier pour les élections du 21 mai.
Le 8 juillet 2020, Michael Usi a été nommé ministre du Tourisme, de la Faune et de la Culture de la République du Malawi au sein du cabinet du président (en) Lazarus Chakwera.
Le 31 janvier 2023, il a été nommé ministre des Ressources naturelles et du Changement climatique.
Le 20 juin 2024, Usi a été nommé vice-président du Malawi après le décès de son prédécesseur Saulos Chilima dans un accident d'avion.

## Œuvres

### Films
- Dr Manga – Comédie sur un garçon au foyer malawien, le Dr Manganya.
- Manganya en action
- Living on Perfume (2009) – Tourné au Malawi et au Burundi, le film détaille les conditions de vie dans les prisons et le système pénal malawites. Il commente également la politique et l'amour tout au long de ses quatre épisodes[9]. Il met en vedette un casting international d'acteurs australiens, britanniques, malawites et suédois. Les artistes locaux présentés sont Ruth Simika, Augustine Mauwa, Deus Sandramu et Gift Namachekecha[9].
- Cuisinier international
- Watch Out (2010) – Tourné dans la région métropolitaine de Washington DC, ce film raconte les expériences d'un homme essayant de s'installer aux États-Unis avec un visa de visiteur. Avec Clare Johnson (Américaine), Brendon Mitchell (Américain) et Albert Kazako (Malawien)[10].

### Séries TV
- Tikuferanji (Pourquoi mourons-nous) – Une série qui informe les Malawites sur le VIH/SIDA et encourage une vie amoureuse et sexuelle saine.

## Récompenses
- Service exceptionnel rendu aux ministères de la jeunesse par le biais du théâtre – 2008 West Central Africa Division, Nigéria

## Chronologie de l'histoire de travail
- Docteur Manga (Film)
- Mangayana en action (Film)
- Le cuisinier international (Film)
- Tikuferanji (Pourquoi mourons-nous) (série télévisée)
- Vivre de parfum (Film)-2009
- Attention (Film)- 2010

## Vie privée
Michel est marié à Ella, une infirmière aujourd'hui à la retraite qui, avant de prendre sa retraite, travaillait à l'hôpital adventiste de Blantyre.